# Hipposcarus
Hipposcarus là một chi cá biển thuộc họ Cá mó. Các loài trong chi này có phạm vi phân bố rộng khắp các vùng biển thuộc khu vực Ấn Độ Dương - Thái Bình Dương.

## Từ nguyên
Từ định danh của chi được ghép bởi hai từ trong tiếng Hy Lạp cổ đại: híppos (ἵππος, "con ngựa") và skáros (σκάρος, "cá mó"), hàm ý đề cập đến phần mõm dài ra như ngựa của những loài trong chi này.

## Các loài
Có hai loài được công nhận là hợp lệ trong chi này, là:
- Hipposcarus harid (Forsskål, 1775)
- Hipposcarus longiceps (Valenciennes, 1840)

## Hình thái và sinh thái học
Cả hai loài Hipposcarus đều là những loài dị hình giới tính và lưỡng tính tiền nữ (cá đực là từ cá cái biến đổi giới tính mà thành). Cá đực và cá cái của hai loài có thể được phân biệt qua kiểu hình và màu sắc của vây đuôi.
Mõm dài và nhọn; phiến răng cứng chắc, có răng nanh nhọn ở khoé miệng; má có vảy nhỏ. Chúng có thể mang kiểu hình lốm đốm các vệt trắng (như hình bên) để ngụy trang vào môi trường xung quanh khi nghỉ ngơi về đêm.
Hipposcarus thường bơi theo đàn, và cá đực có thể sống theo chế độ hậu cung, bao gồm nhiều con cá cái cùng sống trong lãnh thổ của nó.